# Ilex dunniana
Ilex dunniana är en järneksväxtart som beskrevs av H. Lév. Ilex dunniana ingår i släktet järnekar, och familjen järneksväxter. Inga underarter finns listade i Catalogue of Life.